# Pygopleurus anahitae
Pygopleurus anahitae är en skalbaggsart som beskrevs av Mitter 2001. Pygopleurus anahitae ingår i släktet Pygopleurus och familjen Glaphyridae. Inga underarter finns listade i Catalogue of Life.